# Georg Hellmesberger (fill)
Georg Hellmesberger (fill) (Viena, 27 de gener de 1830 - Hannover, 12 de novembre de 1852) va ser un violinista i compositor austríac.
Nascut a Viena, va ser el fill de Georg Hellmesberger (pare) i germà del també compositor Josef Hellmesberger. Va estudiar violí amb el seu pare i composició amb Ludwig Rotter (1810-1895). L'any 1847, va fer una gira de concerts per Alemanya i Anglaterra.
El 1850 va esdevenir director de vodevil i ballet a Hannover. Més tard hi va aconseguir un lloc com a mestre de capella. Tanmateix, poc després va morir a l'edat de 22 anys.

## Obra
Els seus treballs inclouen òperes (Die Bürgschaft, 1848 i Die beiden Königinnen, 1851), simfonies, música de cambra i peces per a violí.